# Leptosophista
Leptosophista é um gênero de mariposa pertencente à família Crambidae.